# Everybody's Golf (videogioco)
Everybody's Golf (みんなのGOLF?, Minna no Golf) (Hot Shots Golf in America del Nord) è il primo videogioco della serie Everybody's Golf. Il videogioco è stato pubblicato il 17 luglio 1997 in Giappone, il 30 aprile 1998 in America del Nord ed il 1º giugno 1998 in Europa.